# Kozacy II: Bitwa o Europę
Kozacy II: Bitwa o Europę – dodatek do gry Kozacy II: Wojny napoleońskie wyprodukowany przez ukraińską firmę GSC Game World, wydany przez cdv Software Entertainment AG 19 czerwca 2006 roku.

## Rozgrywka
Kozacy II: Bitwa o Europę to dodatek do gry Kozacy II: Wojny napoleońskie. Do gry dodano nowe nacje: Hiszpanię, Księstwo Warszawskie i Związek Reński. W grze dostępnych jest 180 jednostek oraz 190 budynków. Ulepszono tryb „Battle for Europe”, w którym gracze walczą o całkowita dominację na Starym kontynentem. Dodano cztery kampanie, dziesięć pół bitewnych, cześć misji skirmish oraz trzy historyczne scenariusze, do rozgrywki wieloosobowej dodano nowe poziomy. Dodatek działa bez gry Kozacy II: Wojny napoleońskie, jest w pełni samodzielnym dodatkiem.